# Viaduc de Fiumarella
Le viaduc de Fiumarella est un pont en poutre-caisson à hauteur variable qui franchit le fleuve côtier Fiumarella à hauteur de l'agglomération de Catanzaro (en Calabre, Italie). Il est l'un des trois hauts ponts de la ville à franchir la vallée du fleuve Fiumarella avec le pont Bisantis, achevé en 1962, et le viaduc de Musofalo, achevé en 2006,.
Sa structure de 525 mètres de long est constitué en travées de configuration 62 + 92 + 125 + 92 + 92 + 62 mètres.